# Leichtathletik-Weltmeisterschaften 2013/3000 m Hindernis der Männer

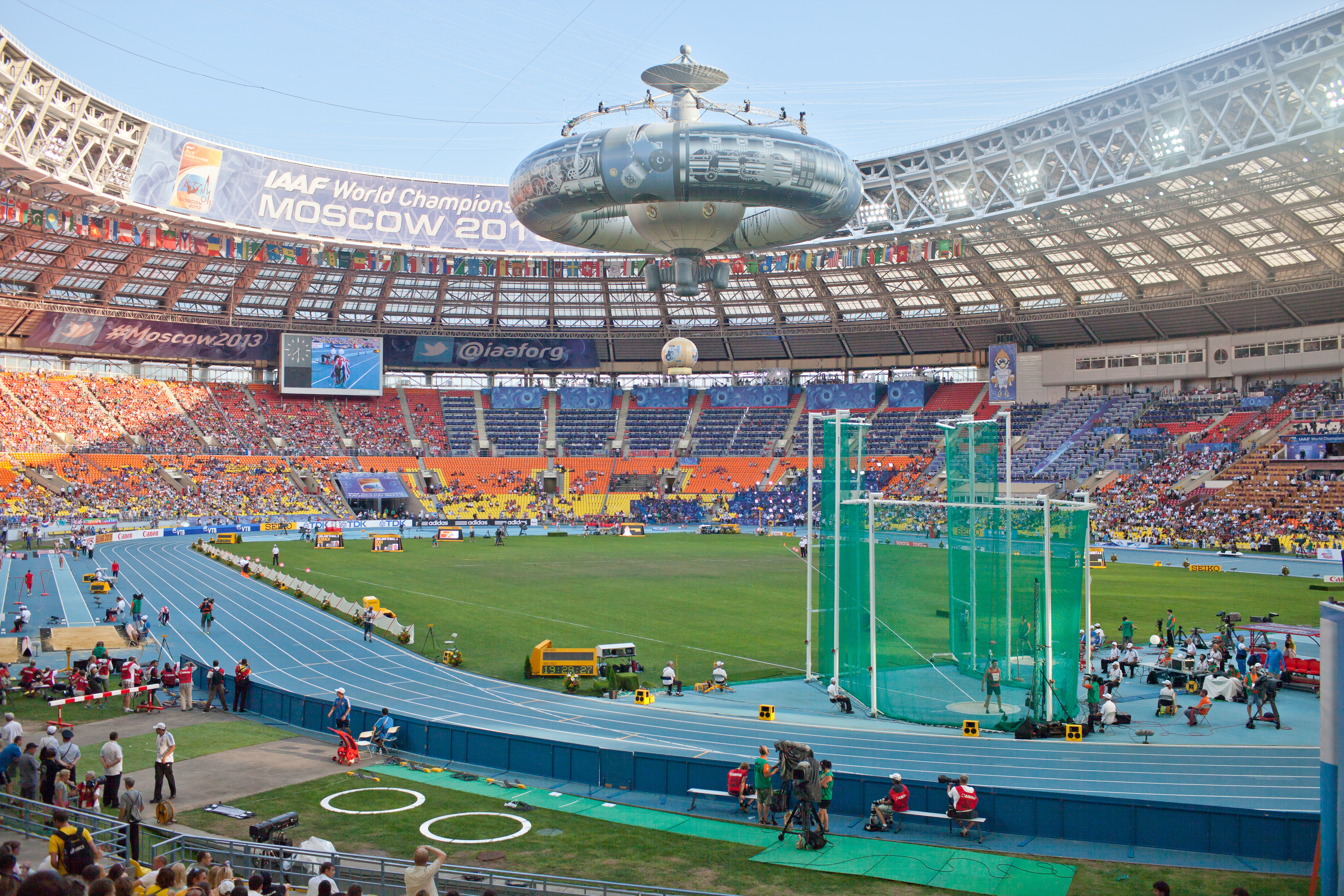
Das Olympiastadion Luschniki während der Weltmeisterschaften

Der 3000-Meter-Hindernislauf der Männer bei den Leichtathletik-Weltmeisterschaften 2013 wurde am 12. und 15. August 2013 im Olympiastadion Luschniki der russischen Hauptstadt Moskau ausgetragen.
In diesem Wettbewerb gab es einen Doppelsieg für die Hindernisläufer aus Kenia.

Seinen dritten Weltmeistertitel in Folge errang der zweifache Olympiasieger (2004/2012) und dreifache Vizeweltmeister (2003/2005 2007) Ezekiel Kemboi.
Zweiter wurde Conseslus Kipruto.
Bronze ging an den zweifachen Olympiazweiten (2008/2012), Vizeweltmeister von 2011 und zweifachen Europameister (2010/2012) Mahiedine Mekhissi-Benabbad aus Frankreich.

## Bestehende Rekorde
| Weltrekord | 7:53,63 min | Saif Saaeed Shaheen | Brüssel, Belgien               | 3. September 2004 |
| WM-Rekord  | 8:00,43 min | Ezekiel Kemboi      | WM 2009 in Berlin, Deutschland | 18. August 2009   |

Der bestehende WM-Rekord wurde bei diesen Weltmeisterschaften nicht eingestellt und nicht verbessert.

## Vorrunde
Die Vorrunde wurde in drei Läufen durchgeführt. Die ersten drei Athleten pro Lauf – hellblau unterlegt – sowie die darüber hinaus sechs zeitschnellsten Läufer – hellgrün unterlegt – qualifizierten sich für das Finale.

### Vorlauf 1
12. August 2013, 10:10 Uhr
| Platz | Name                        | Nation     | Zeit (min)                       |
| ----- | --------------------------- | ---------- | -------------------------------- |
| 1     | Mahiedine Mekhissi-Benabbad | Frankreich | 8:15,43                          |
| 2     | Matthew Hughes              | Kanada     | 8:16,93                          |
| 3     | Abel Kiprop Mutai           | Kenia      | 8:19,15                          |
| 4     | Ángel Mullera               | Spanien    | 8:19,26                          |
| 5     | Iwan Lukjanow               | Moldau     | 8:19,64                          |
| 6     | Benjamin Kiplagat           | Uganda     | 8:21,14                          |
| 7     | Abdelmadjed Touil           | Algerien   | 8:25,89                          |
| 8     | Ilgizar Safiullin           | Russland   | 8:28,65                          |
| 9     | Wadim Slobodenjuk           | Ukraine    | 8:33,60                          |
| 10    | Tareq Mubarak Taher         | Bahrain    | 8:34,32                          |
| 11    | Mateusz Demczyszak          | Polen      | 8:34,60                          |
| 12    | Jaouad Chemlal              | Marokko    | 8:36,29                          |
| 13    | Daniel Huling               | USA        | 8:37,80                          |
| DSQ   | Yuri Floriani               | Italien    | IAAF Rule 163.3 – Bahnübertreten |

Im ersten Vorlauf ausgeschiedene Hindernisläufer:

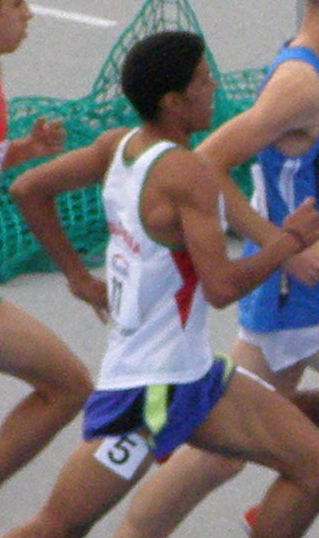
Abdelmadjed Touil Rang sieben in 8:25,89 min
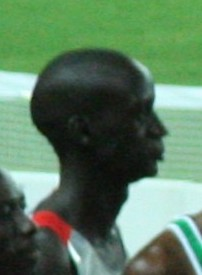
Tareq Mubarak Taher Rang zehn in 8:34,32 min
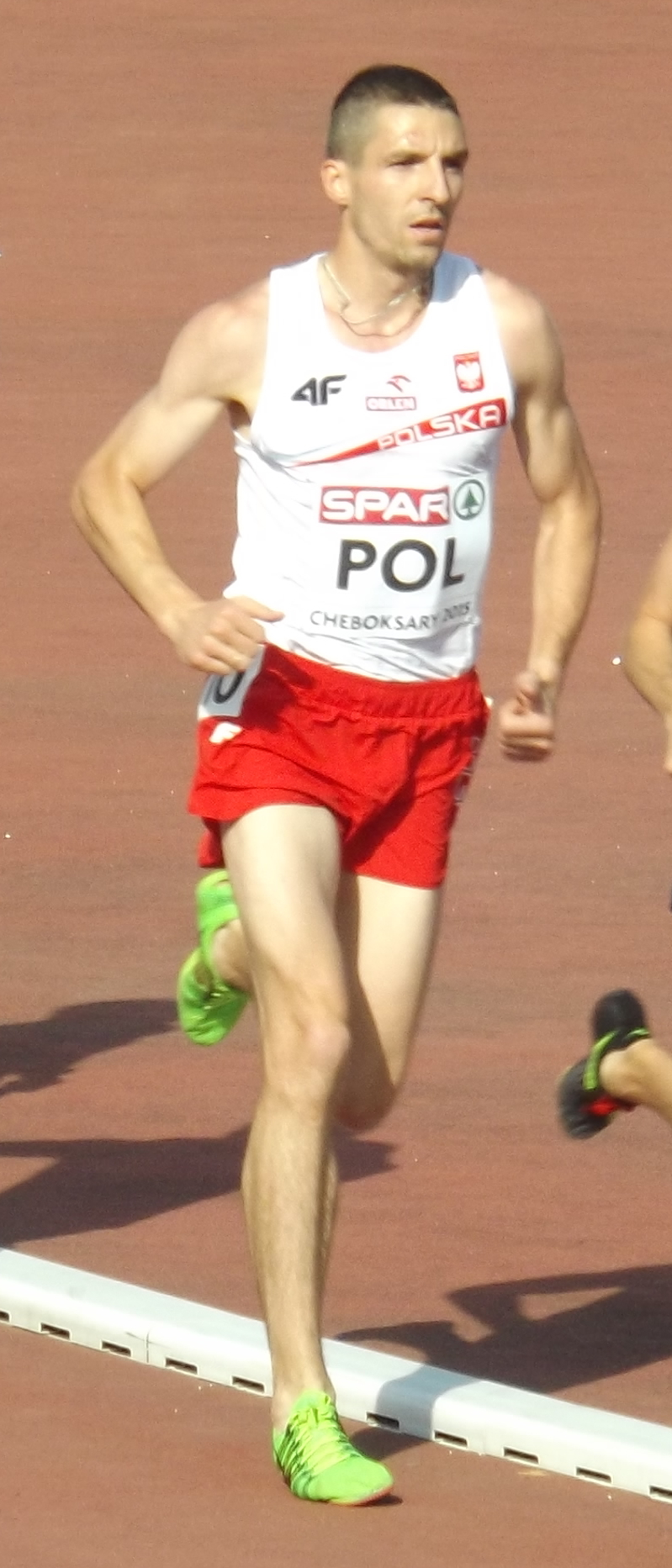
Mateusz Demczyszak Rang elf in 8:34,60 min
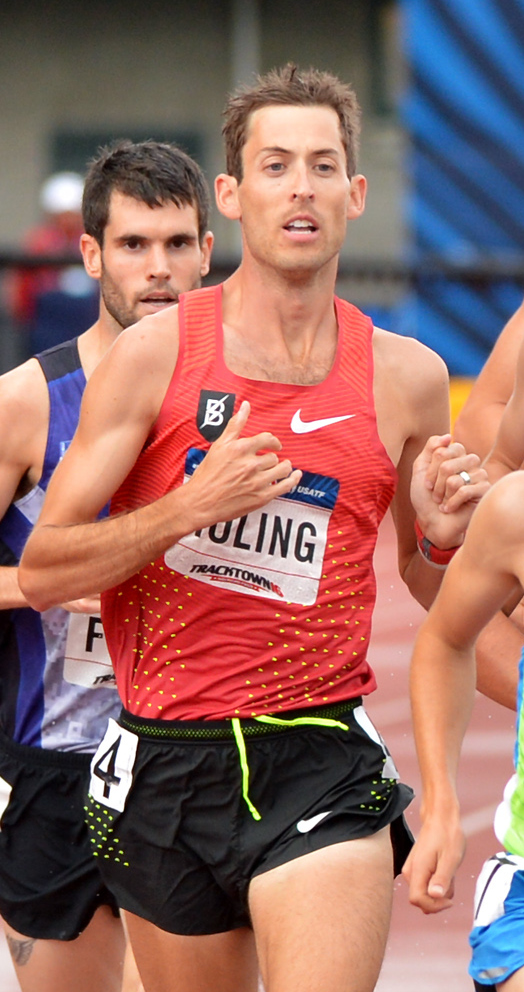
Daniel Huling Rang dreizehn in 8:37,80 min
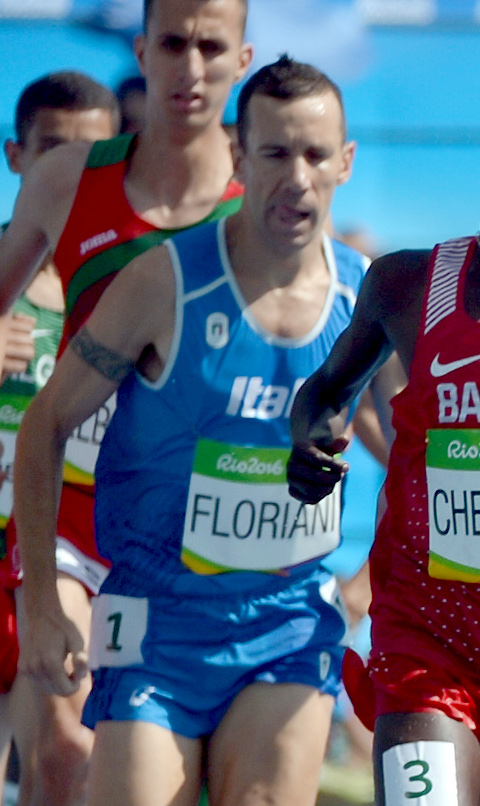
Yuri Floriani disqualifiziert wegen Bahnübertretung

### Vorlauf 2

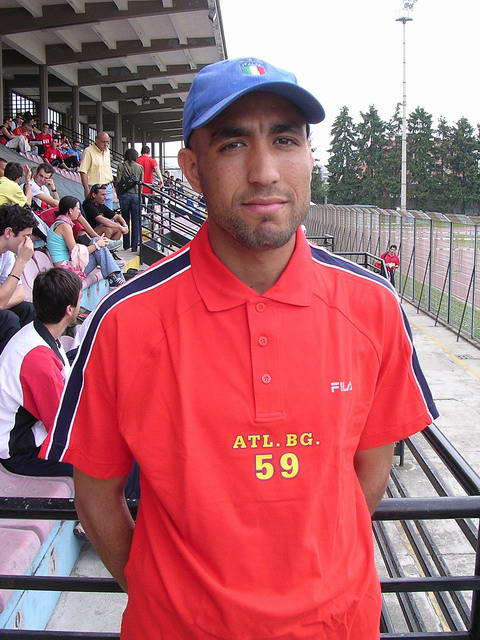
Jamel Chatbi disqualifiziert wegen Bahnübertretung
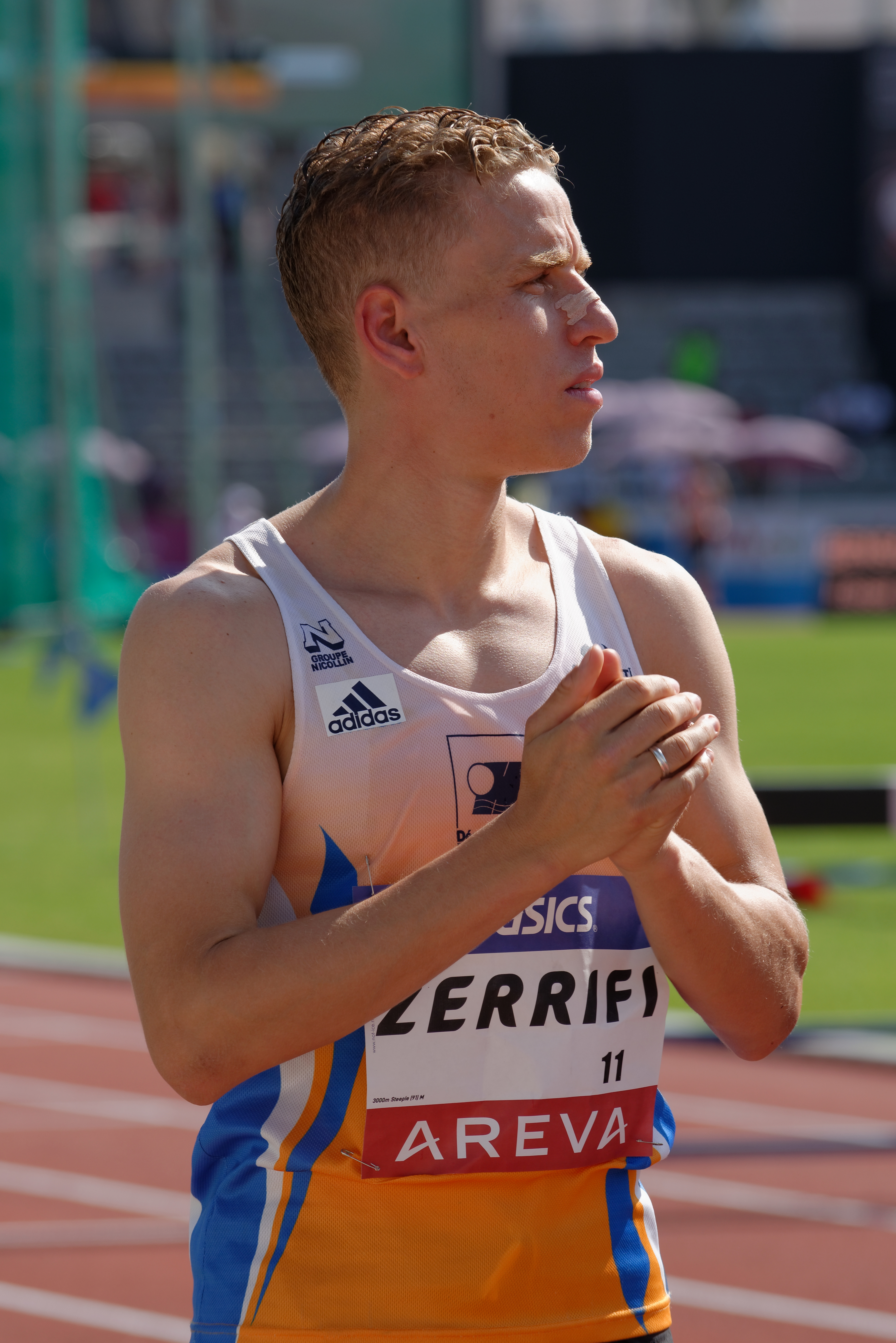
Abdelhamid Zerrifi disqualifiziert wegen Bahnübertretung

12. August 2013, 10:25 Uhr
| Platz | Name               | Nation         | Zeit (min)                       |
| ----- | ------------------ | -------------- | -------------------------------- |
| 1     | Evan Jager         | USA            | 8:23,76                          |
| 2     | Ezekiel Kemboi     | Kenia          | 8:23,84                          |
| 3     | Noureddine Smaïl   | Frankreich     | 8:24,05                          |
| 4     | Jacob Araptany     | Uganda         | 8:24,53                          |
| 5     | Alex Genest        | Kanada         | 8:24,56                          |
| 6     | José Peña          | Venezuela      | 8:24,88                          |
| 7     | Steffen Uliczka    | Deutschland    | 8:28,32                          |
| 8     | Roberto Aláiz      | Spanien        | 8:33,32                          |
| 9     | James Wilkinson    | Großbritannien | 8:35,07                          |
| 10    | Roba Gari          | Äthiopien      | 8:45,06                          |
| DNF   | Mohammed Boulama   | Marokko        |                                  |
| DSQ   | Jamel Chatbi       | Italien        | IAAF Rule 163.3 – Bahnübertreten |
| DSQ   | Abdelhamid Zerrifi | Frankreich     | IAAF Rule 163.3 – Bahnübertreten |

Im zweiten Vorlauf ausgeschiedene Hindernisläufer:

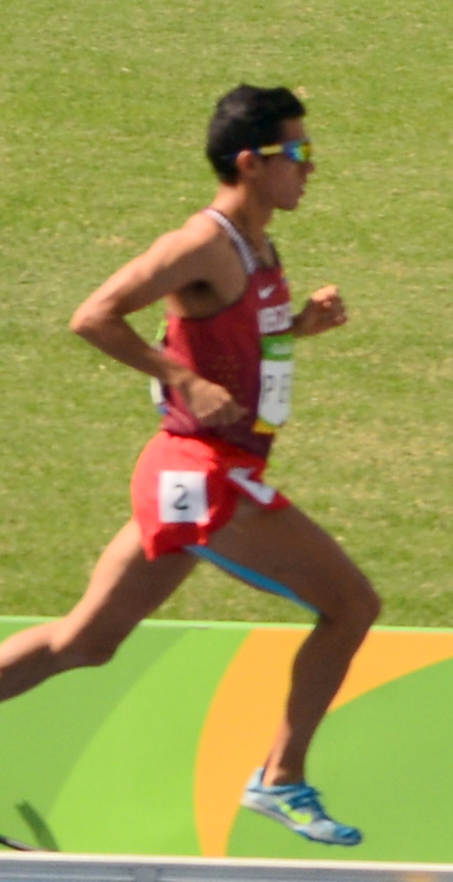
José Peña Rang sechs in 8:24,88 min
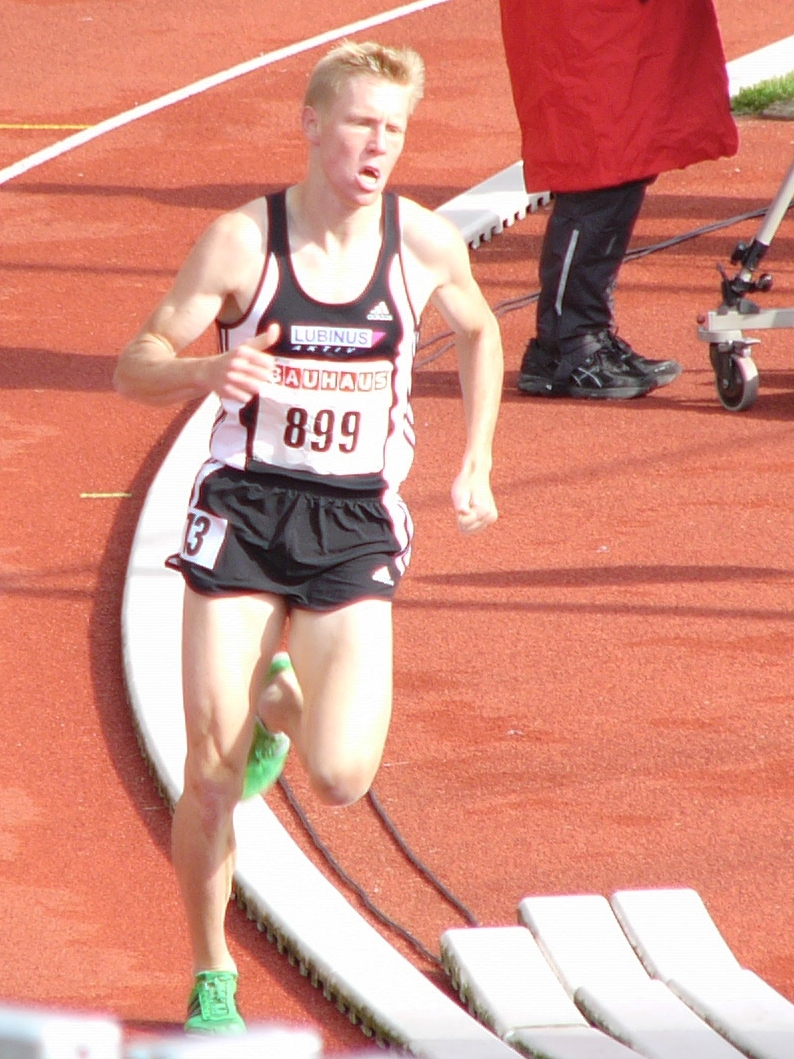
Steffen Uliczka Rang sieben in 8:28,32 min
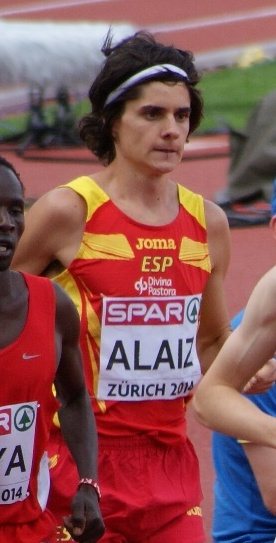
Roberto Aláiz Rang acht in 8:33,32 min
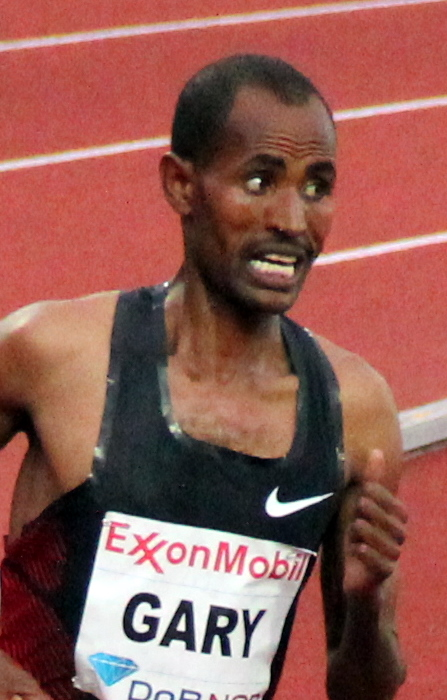
Roba Gari Rang zehn in 8:45,06 min

- Jamel Chatbi
disqualifiziert wegen Bahnübertretung
- Abdelhamid Zerrifi
disqualifiziert wegen Bahnübertretung

### Vorlauf 3
12. August 2013, 10:40 Uhr
| Platz | Name                | Nation     | Zeit (min)                       |
| ----- | ------------------- | ---------- | -------------------------------- |
| 1     | Conseslus Kipruto   | Kenia      | 8:22,31                          |
| 2     | Paul Kipsiele Koech | Kenia      | 8:22,88                          |
| 3     | Yoann Kowal         | Frankreich | 8:23,74                          |
| 4     | Hamid Ezzine        | Marokko    | 8:24,35                          |
| 5     | De'Sean Turner      | USA        | 8:28,44                          |
| 6     | Hicham Bouchicha    | Algerien   | 8:28,56                          |
| 7     | Habtamu Fayisa      | Äthiopien  | 8:29,08                          |
| 8     | Chris Winter        | Kanada     | 8:29,36                          |
| 9     | Mitko Zenow         | Bulgarien  | 8:32,49                          |
| 10    | Sebastián Martos    | Spanien    | 8:32,63                          |
| 11    | Tarık Langat Akdağ  | Türkei     | 8:34,97                          |
| 12    | Patrick Nasti       | Italien    | 8:36,42                          |
| DSQ   | Krystian Zalewski   | Polen      | IAAF Rule 163.3 – Bahnübertreten |
| DNS   | Timothy Toroitich   | Uganda     |                                  |

Im dritten Vorlauf ausgeschiedene Hindernisläufer:

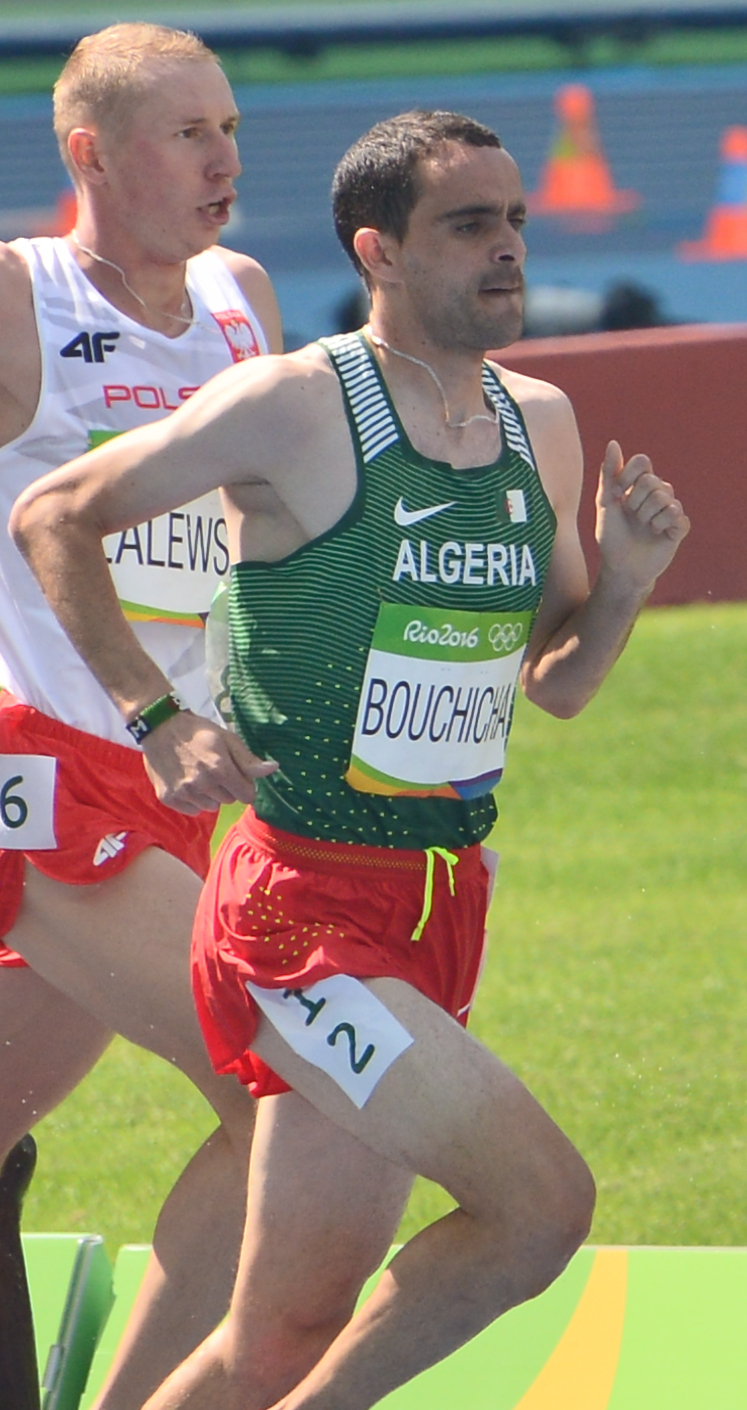
Hicham Bouchicha Rang sechs in 8:28,56 min
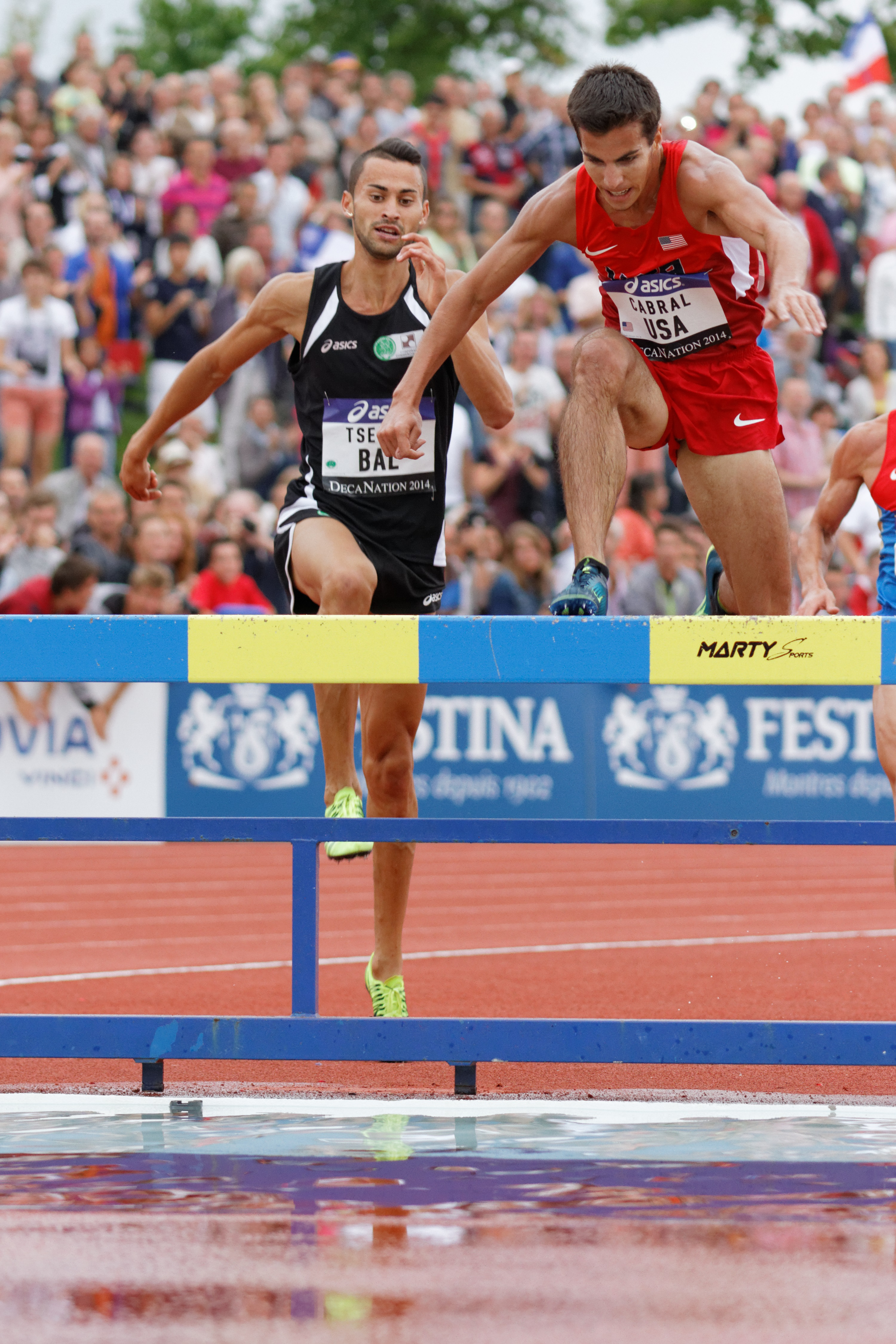
Mitko Zenow (links) Rang neun in 8:32,49 min
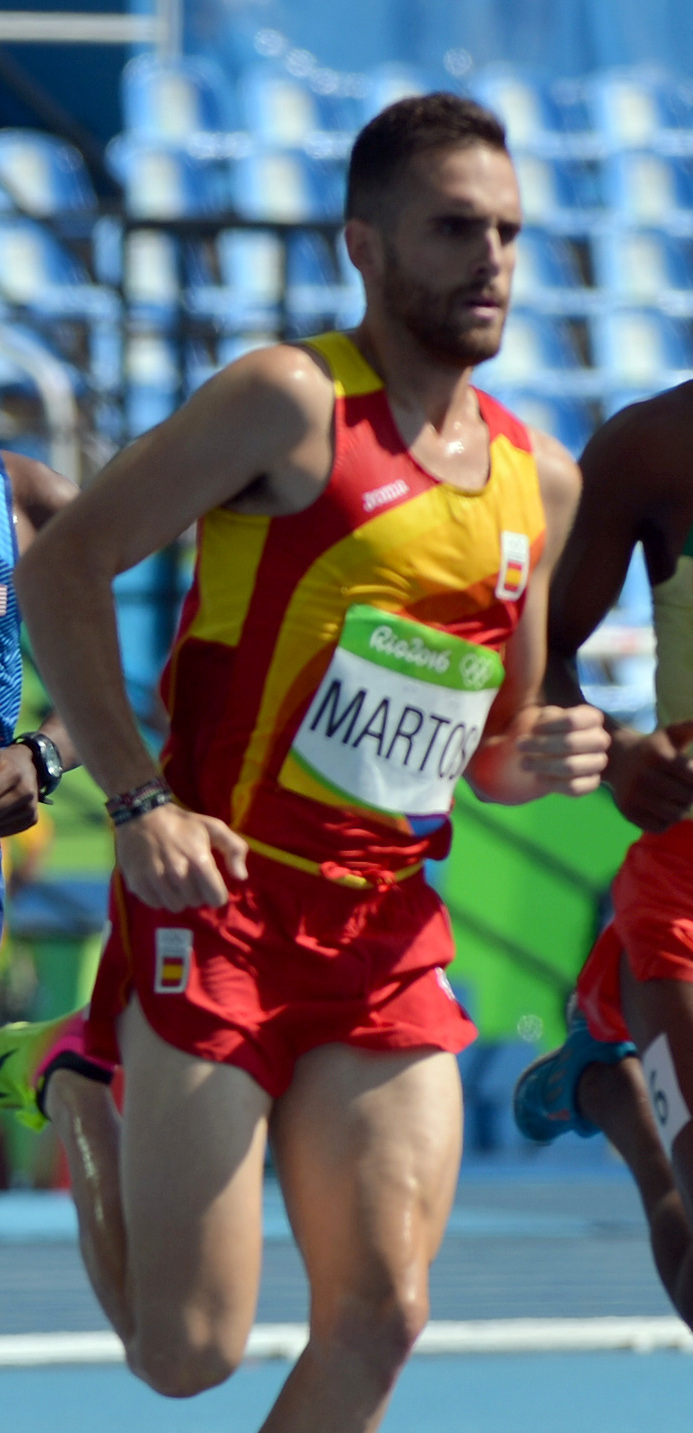
Sebastián Martos Rang zehn in 8:32,63 min
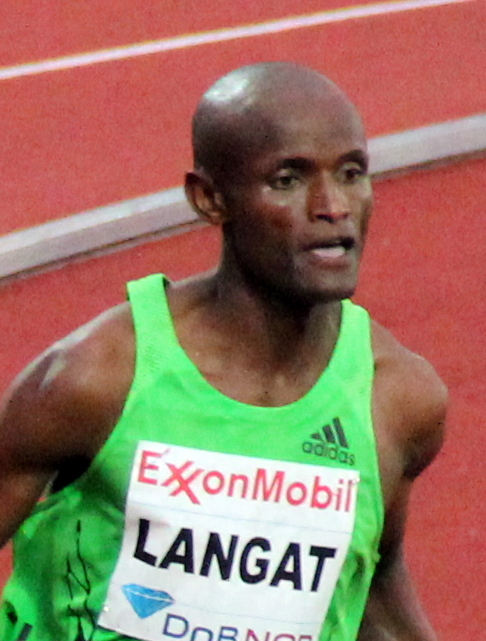
Tarık Langat Akdağ, früher Patrick Kipkirui Langat – Rang elf in 8:34,97 min

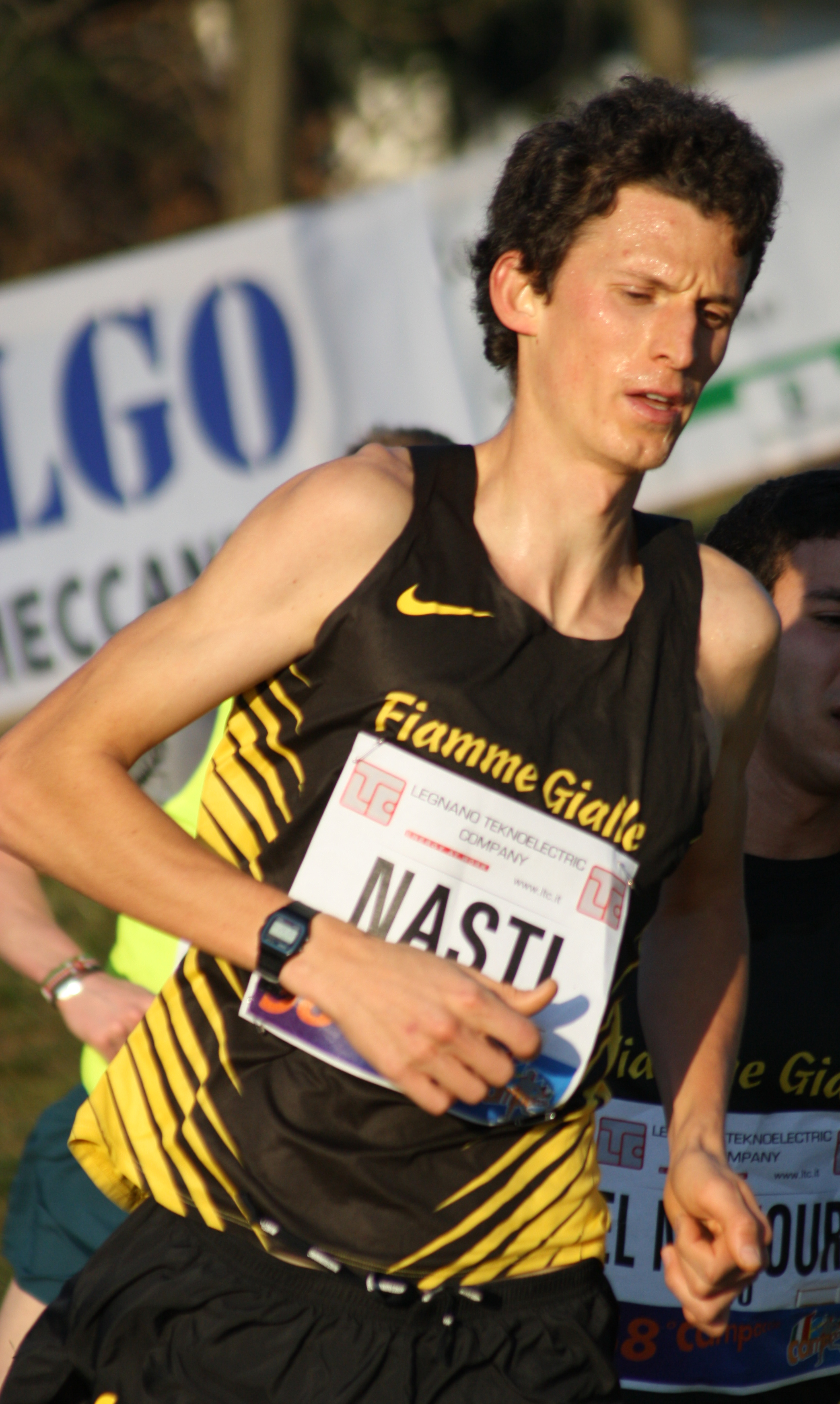
Patrick Nasti Rang zwölf in 8:36,42 min
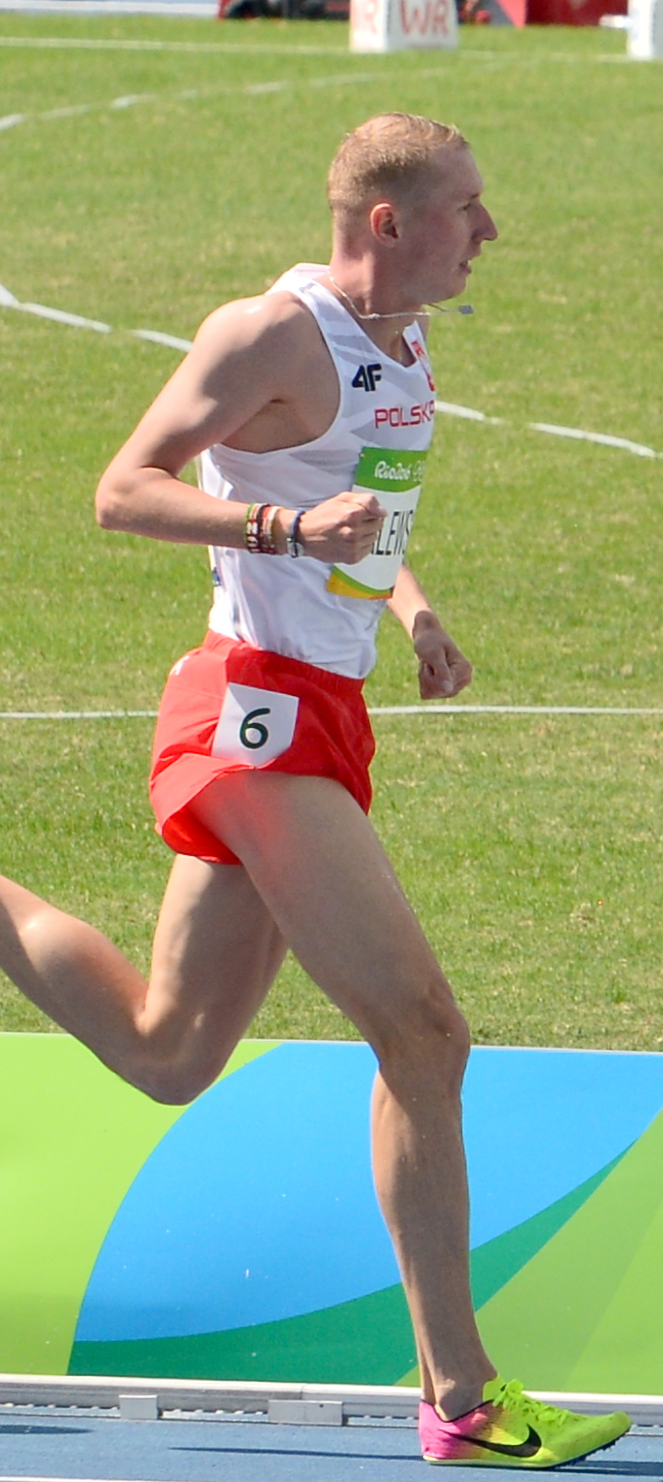
Krystian Zalewski disqualifiziert wegen Bahnübertretung

## Finale

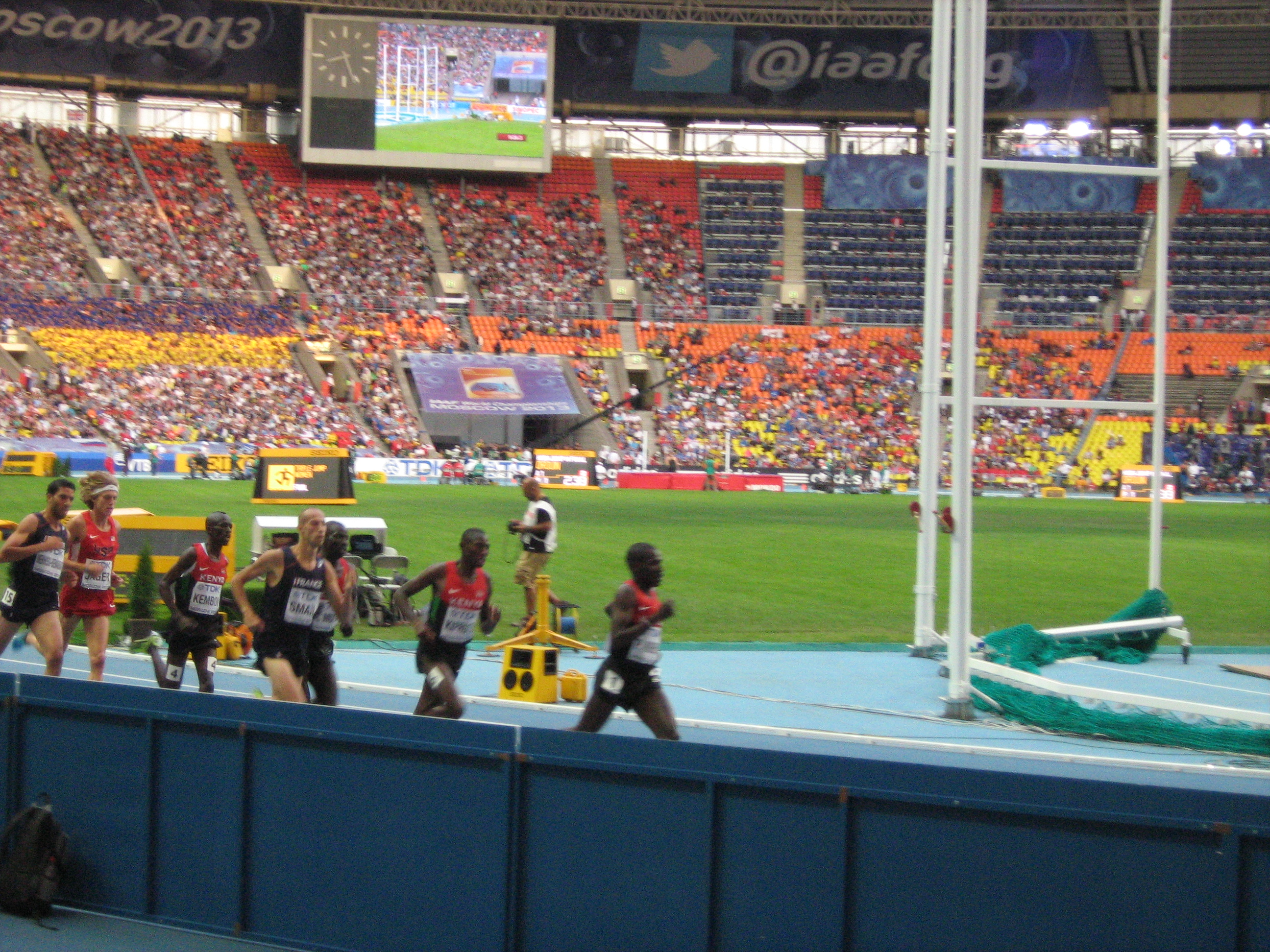
Das Feld der 3000-Meter-Hindernisläufer im Finale

15. August 2013, 20:20 Uhr
| Platz | Name                        | Nation     | Zeit (min) |
| ----- | --------------------------- | ---------- | ---------- |
| 1     | Ezekiel Kemboi              | Kenia      | 8:06,01    |
| 2     | Conseslus Kipruto           | Kenia      | 8:06,37    |
| 3     | Mahiedine Mekhissi-Benabbad | Frankreich | 8:07,86    |
| 4     | Paul Kipsiele Koech         | Kenia      | 8:08,62    |
| 5     | Evan Jager                  | USA        | 8:08,67    |
| 6     | Matthew Hughes              | Kanada     | 8:11,64 NR |
| 7     | Abel Kiprop Mutai           | Kenia      | 8:17,04    |
| 8     | Yoann Kowal                 | Frankreich | 8:17,41    |
| 9     | Hamid Ezzine                | Marokko    | 8:19,53    |
| 10    | Iwan Lukjanow               | Moldau     | 8:19,99    |
| 11    | Ángel Mullera               | Spanien    | 8:20,93    |
| 12    | Jacob Araptany              | Uganda     | 8:25,86    |
| 13    | Alex Genest                 | Kanada     | 8:27,01    |
| 14    | Benjamin Kiplagat           | Uganda     | 8:31,09    |
| DNF   | Noureddine Smaïl            | Frankreich |            |

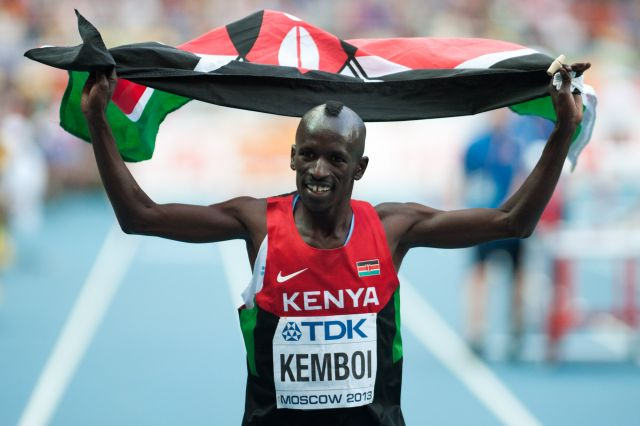
Dritter WM-Titel in Folge für Ezekiel Kemboi, unter anderem auch Olympiasieger von 2004 und 2012
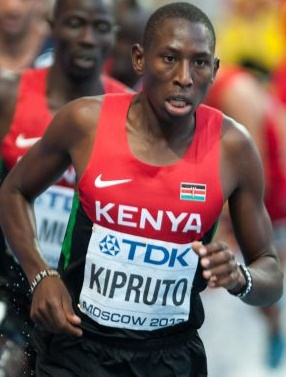
Vizeweltmeister Cornelius Kipruto
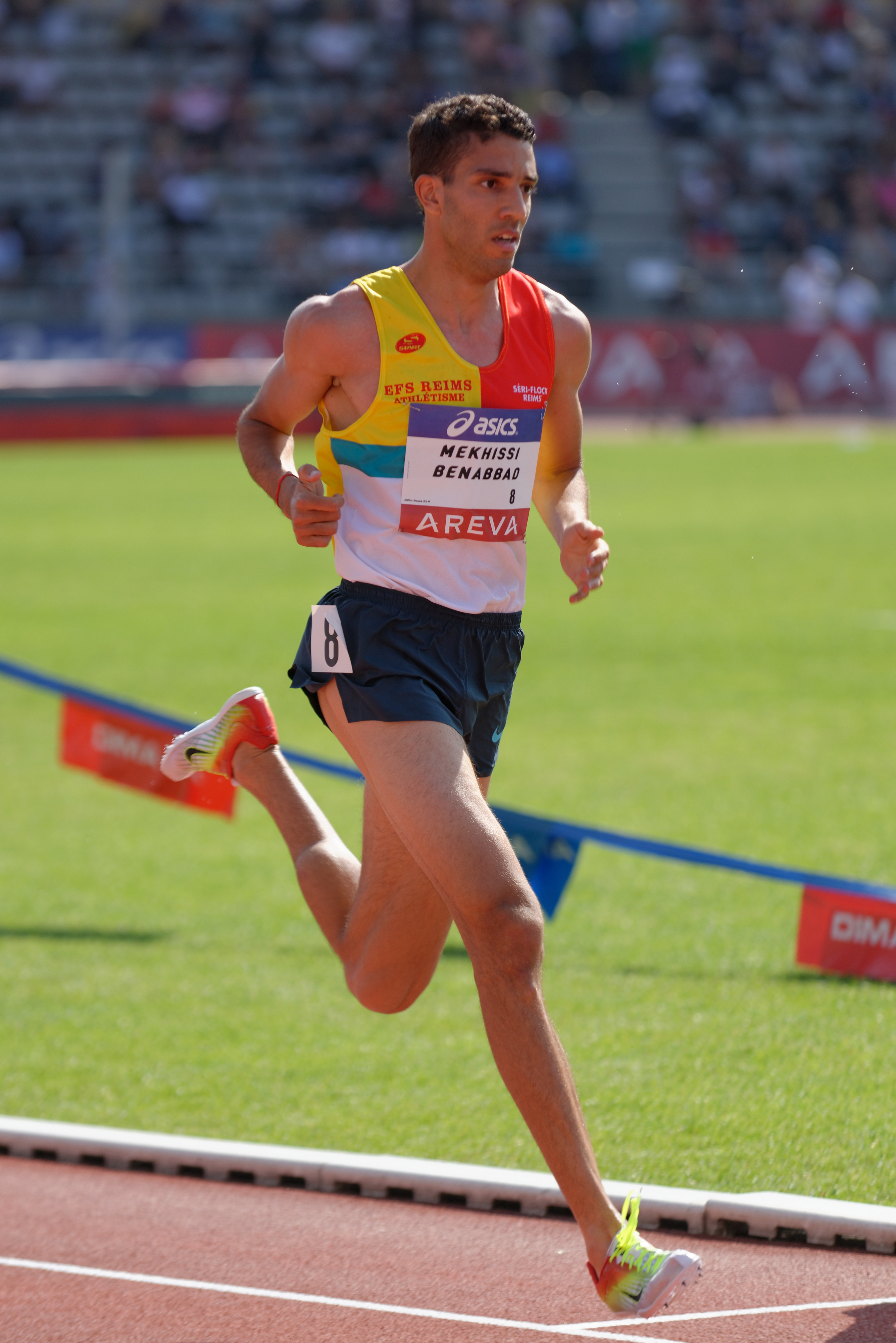
Bronze für den zweifachen Olympiazweiten (2008/2012), Vizeweltmeister von 2011 und zweifachen Europameister (2010/2012) Mahiedine Mekhissi-Benabbad

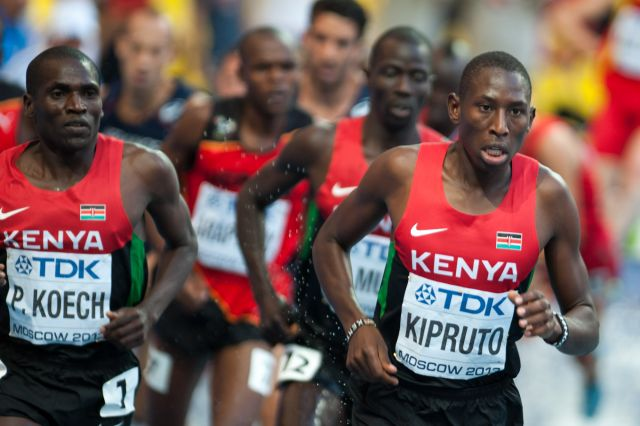
Rang vier für Paul Kipsiele Koech (links)
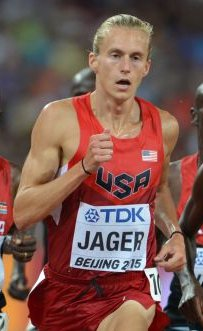
Evan Jager belegte Rang fünf
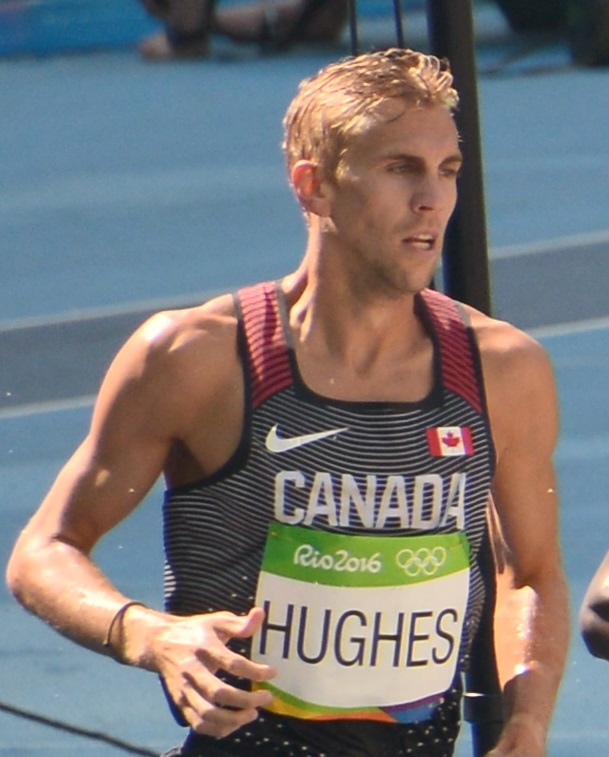
Matthew Hughes stellte einen neuen kanadischen Landesrekord auf und wurde Sechster
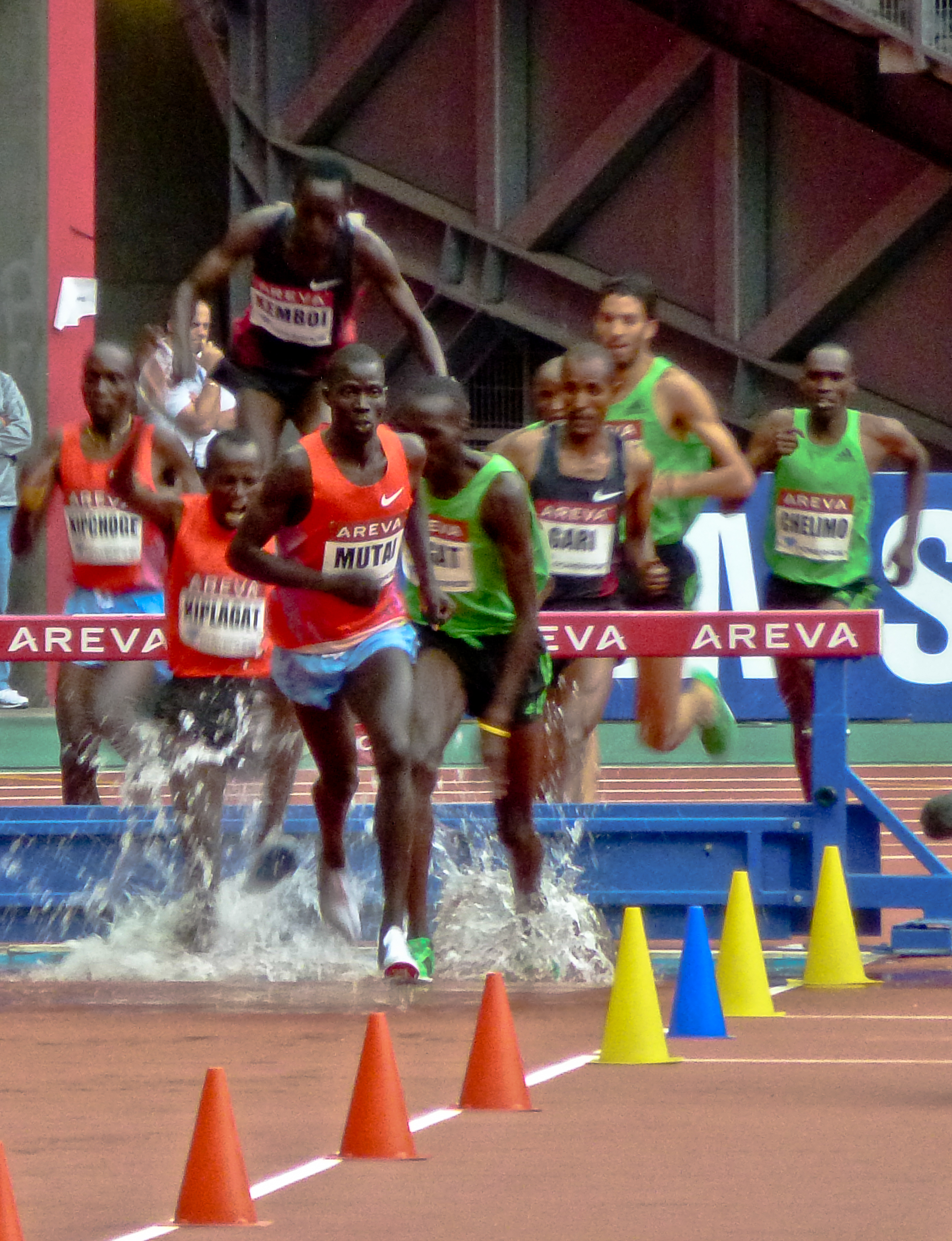
Abel Kiprop Mutai (hier Führender eines Rennens im Jahr 2011) erreichte Platz sieben
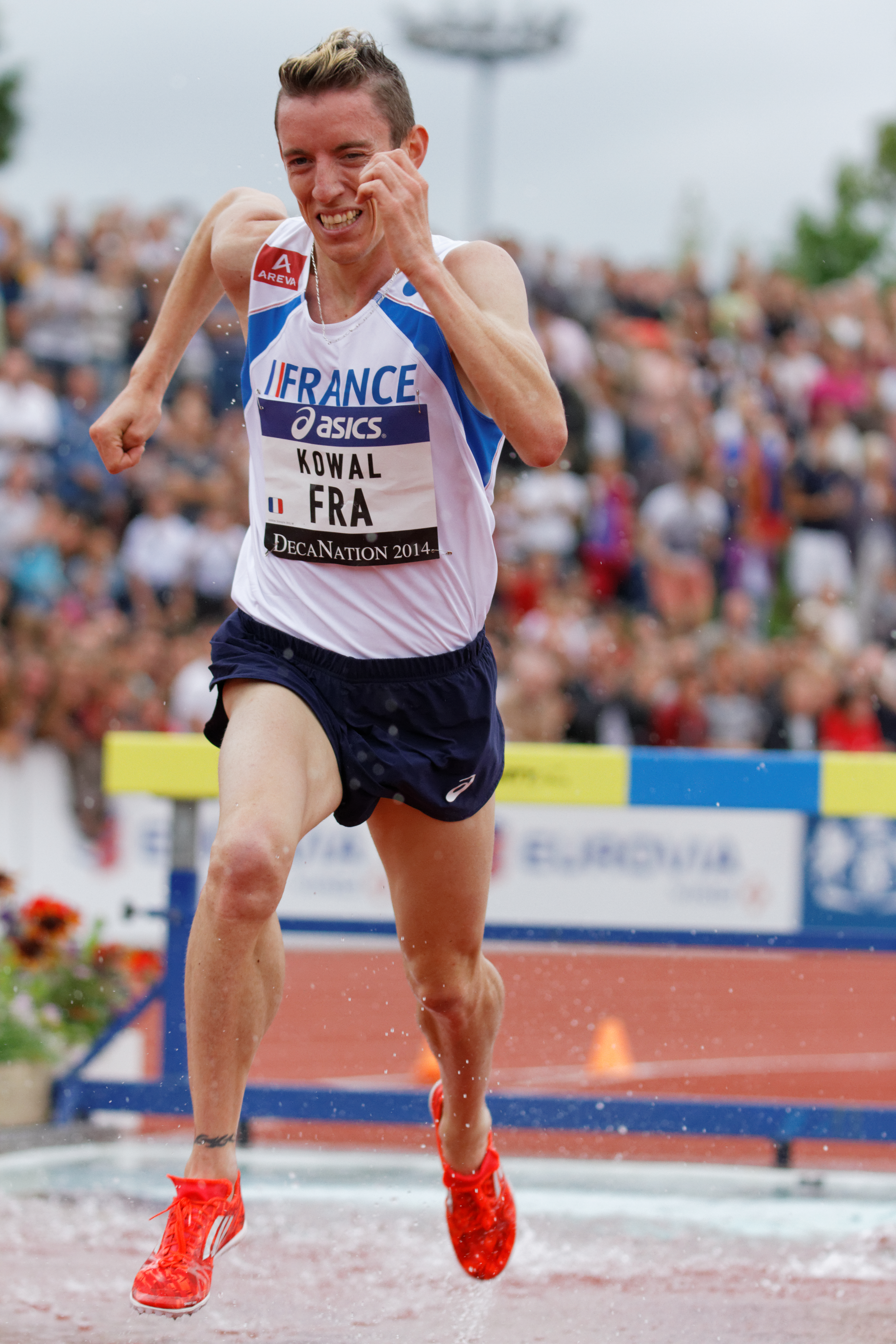
Yoann Kowal kam auf den achten Platz
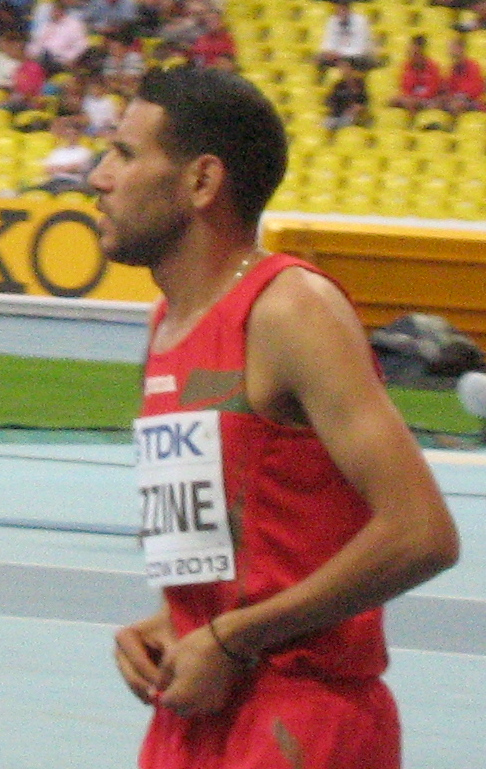
Der neuntplatzierte Hamid Ezzine
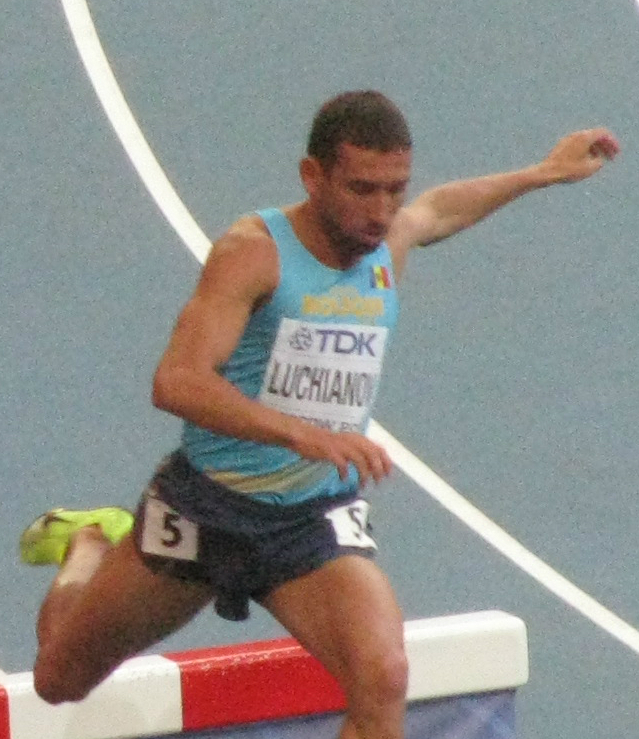
Iwan Lukjanow – Rang zehn
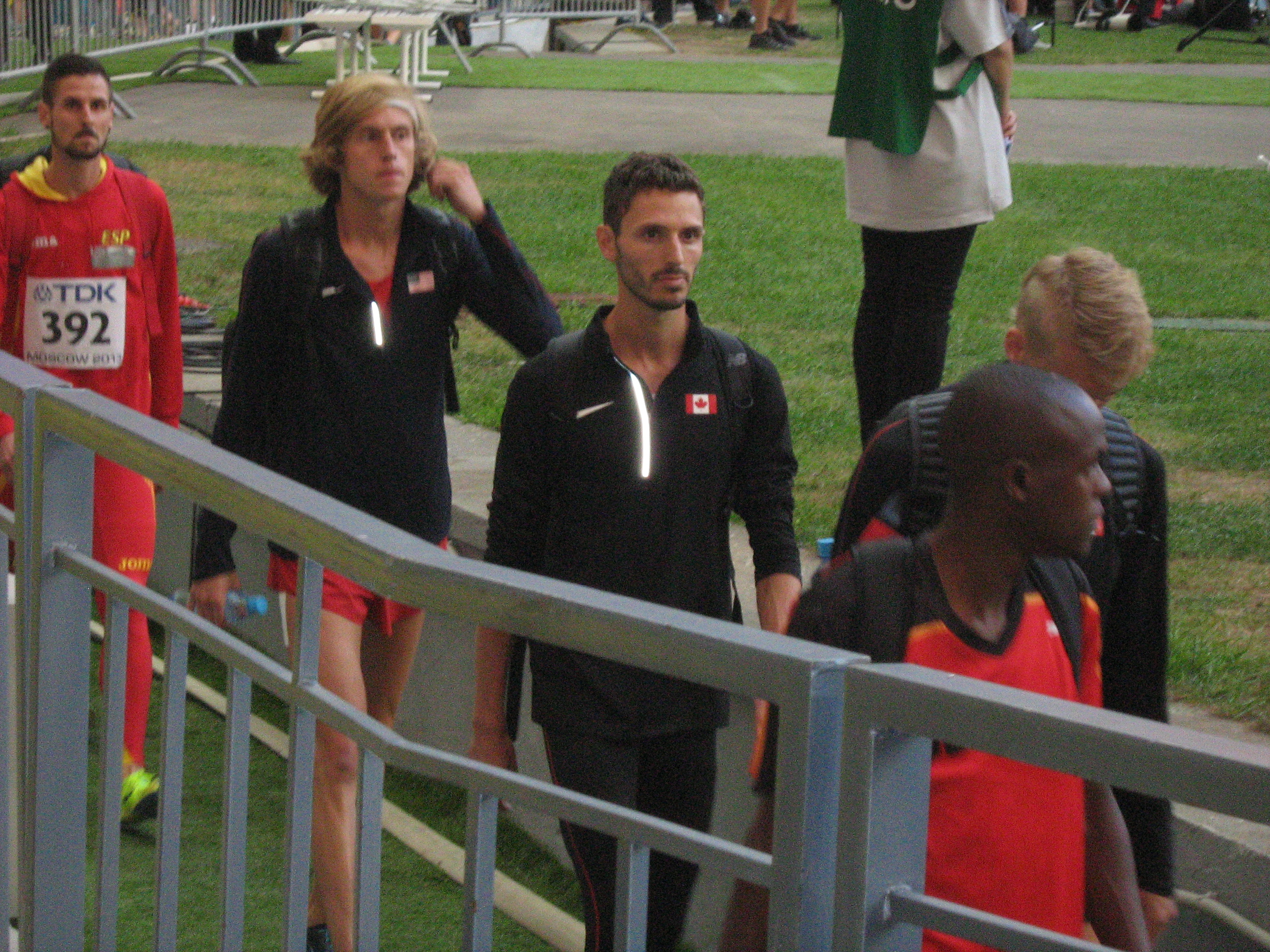
Ángel Mullera – Rang elf
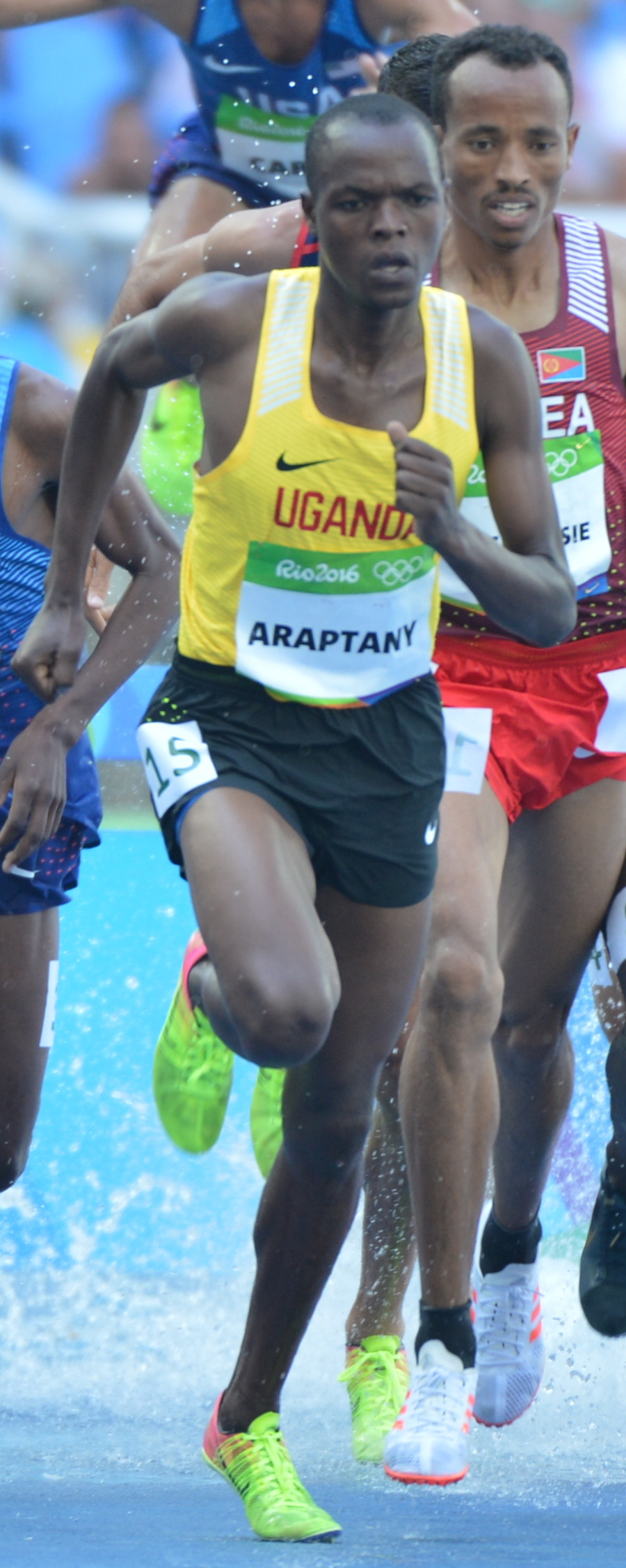
Jacob Araptany – Rang zwölf
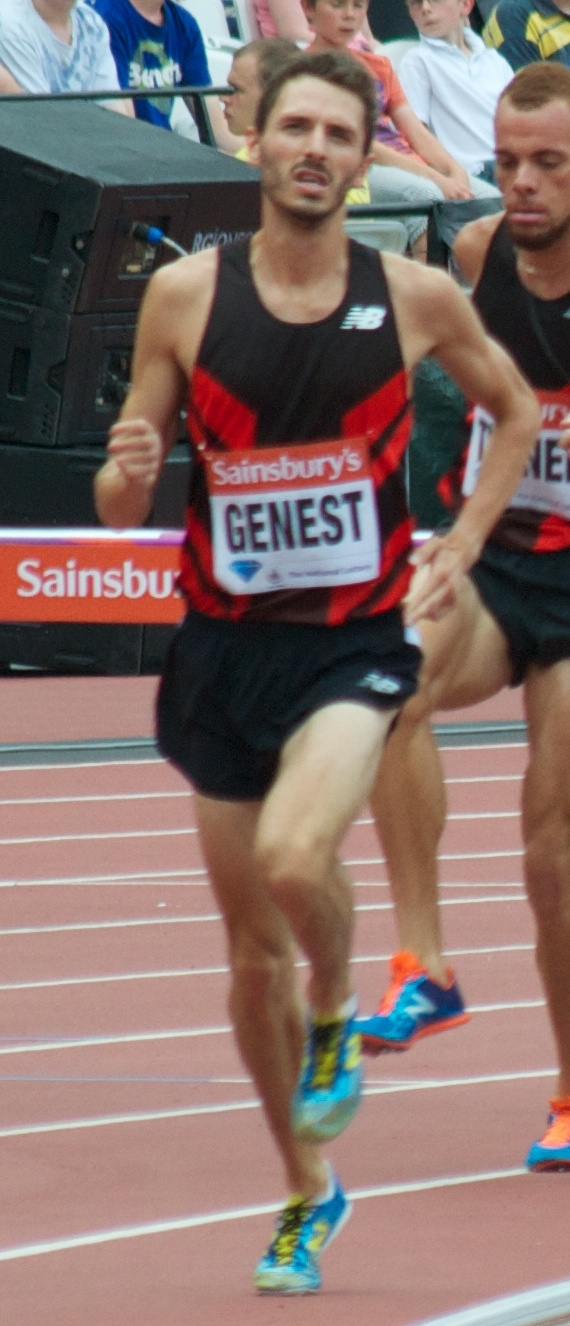
Alex Genest – Rang dreizehn
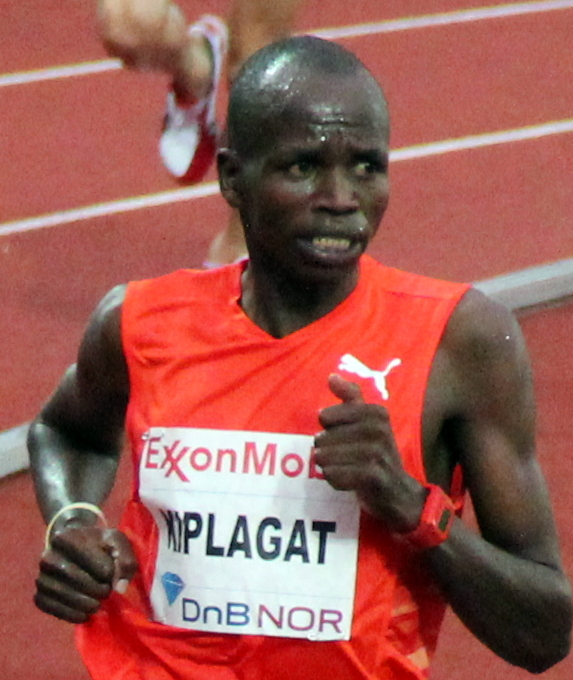
Benjamin Kiplagat – Rang vierzehn
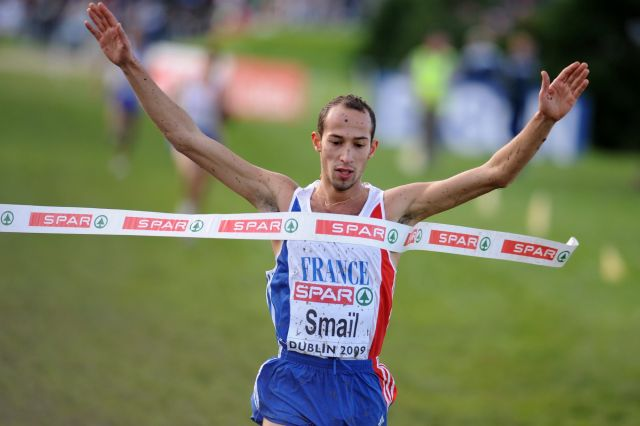
Noureddine Smaïl – nicht im Ziel

## Video
- Men 3000m Steeplechase FINAL 2013 IAAF World Athletics Championships Moscow TVE, youtube.com, abgerufen am 25. Januar 2021